# Pata (Musiker)

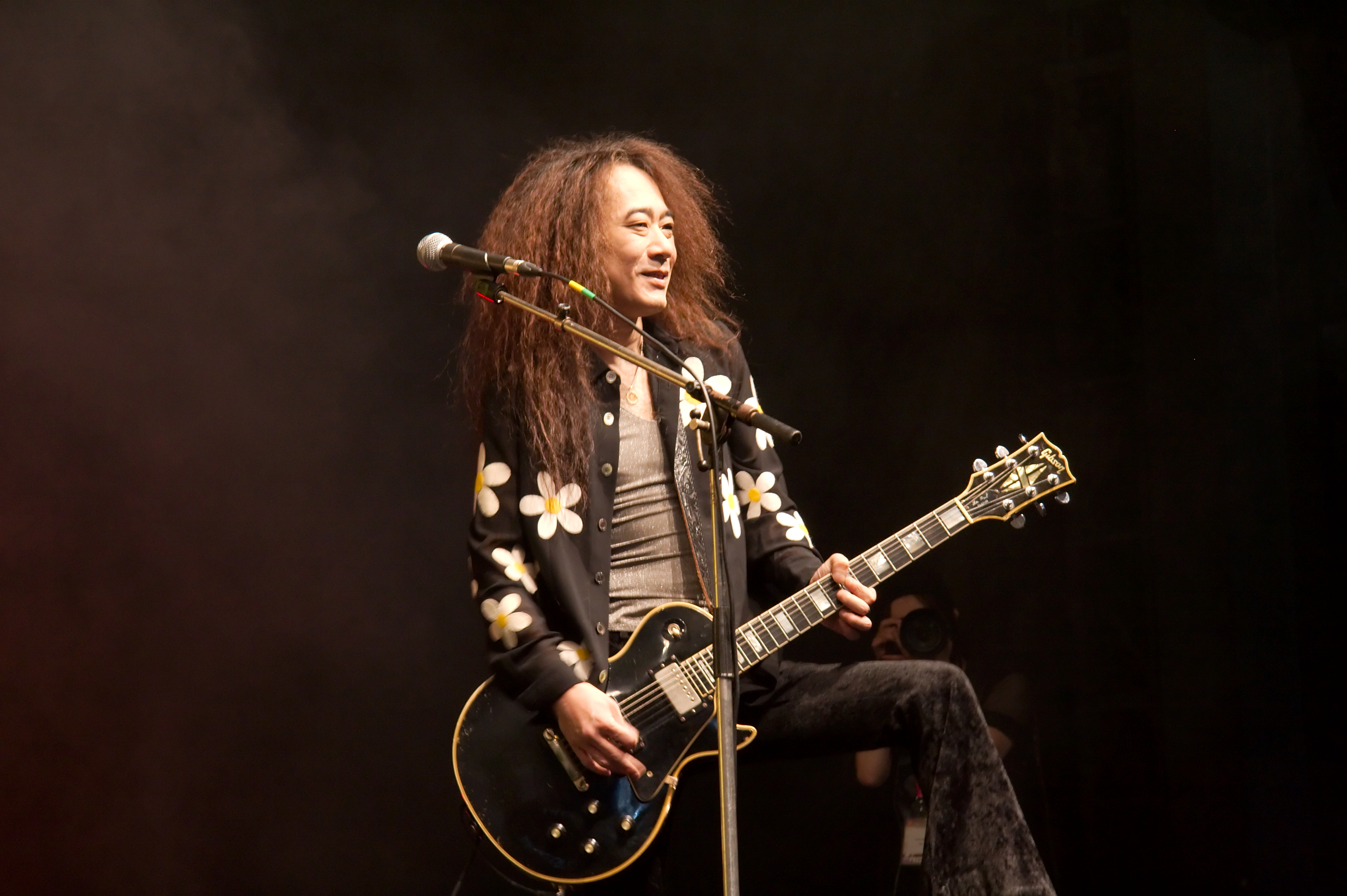
Pata auf der Japan Expo 2008, Paris

Pata (* 4. November 1965 in Chiba, Präfektur Chiba, Japan als Tomoaki Ishizuka (jap. 石塚 智昭, Ishizuka Tomoaki)) ist ein japanischer Gitarrist. 
Er ist einer der beiden Gitarristen der japanischen Rock-Band X Japan, die von 1982 bis 1997 Bestand hatte und seit 2007 wieder aktiv ist.

## Biographie

### X Japan
In der ersten Hälfte der 80er Jahre spielte Pata als Gitarrist auf diversen Festlichkeiten und gründete später die Band Black Rose, welche kurz darauf in Judy umbenannt wurde. Zwischenzeitlich half Pata bei der Band X als Gitarrist für Studioaufnahmen aus.
Als deren Gitarrist Isao einen schweren Verkehrsunfall erlitt, wurde Pata offizielles Mitglied der Band, die sich 1992 in X Japan umbenannte. Er spielte dort bis zu ihrer Auflösung im Jahre 1997 als zweiter Gitarrist. Pata war in der Lage synchron mit X Japans erstem Gitarrist hide Gitarre zu spielen. Er hält sich sowohl bei Konzerten als auch bei Interviews sehr im Hintergrund, sodass über sein Leben und seine Persönlichkeit wenig bekannt ist.

### p.a.f.
1998 gründete er die Band p.a.f. (Patent Applied For), kurz darauf folgte ein gleichnamiges Album. Bassist war Chirolyn (ex-Spread Beaver). Es wurden zwei Studioalben unter den Titeln p.a.f. und p.a.f. #0002 und ein Livealbum namens Live veröffentlicht.

### Dope HEADz
Später im Jahr 2000 gründete er zusammen mit X Japans ehemaligen Bassisten heath sowie I.N.A. von hides Band Spread Beaver mit JO:YA als Sänger die Band Dope HEADz. Am 6. Juli 2001 erschien das erste Album von Dope Headz, Primitive Impulse und im Februar 2002 wurde Sänger JO:YA durch Shame ersetzt. Am 24. Juli 2002 erschien das zweite Album Planet of the Dope. Im Juni 2003 löste sich die Band auf.

### Ra:IN

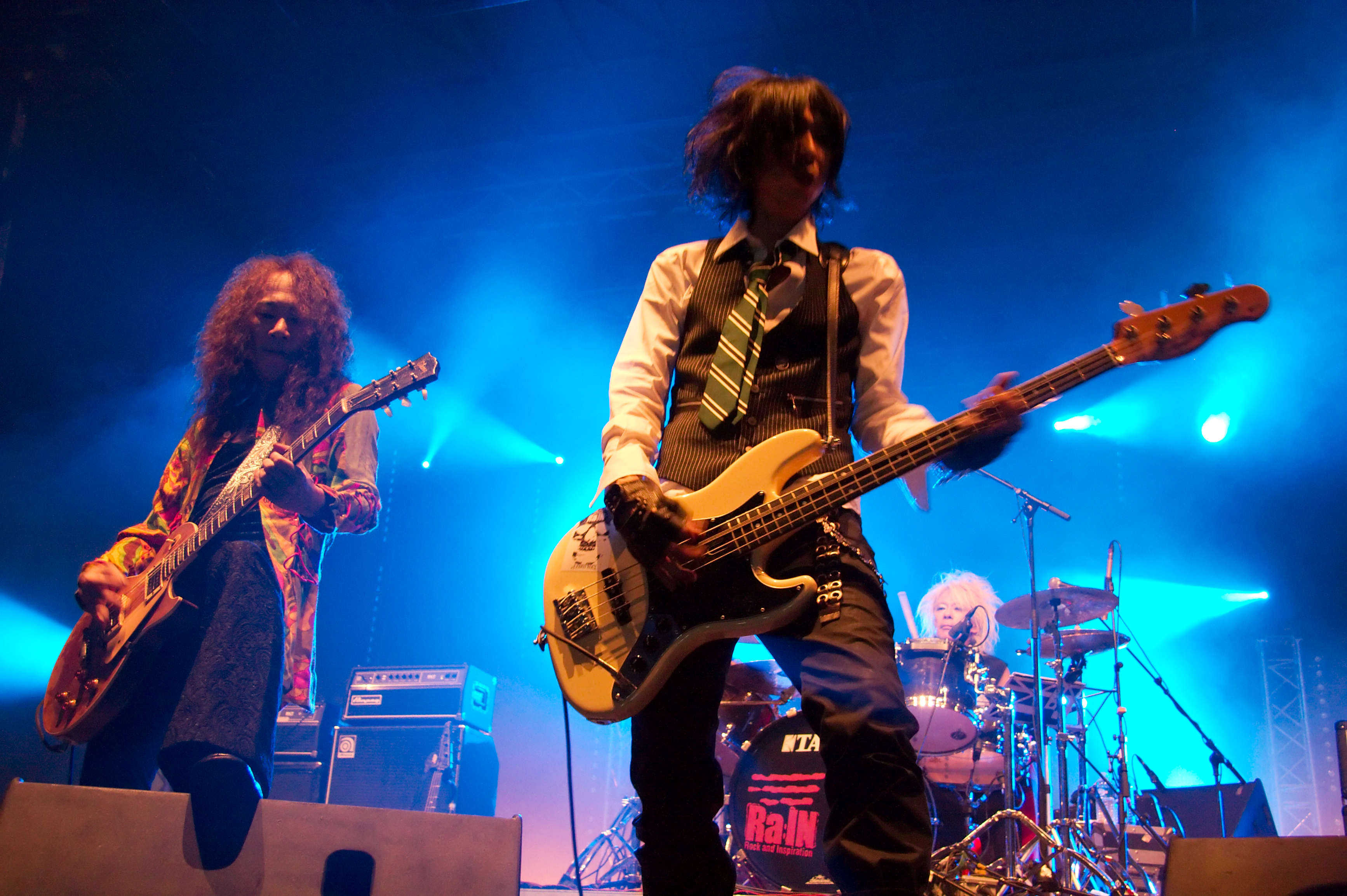
RA:IN auf der Japan Expo 2008, Paris

Patas aktuelles Projekt, das er zusammen mit Bassist Michiaki Suzuki und Drummer Tetsu Mukaiyama 2002 gestartet hat, nennt sich Ra:In. Der Bandname wurde von Masayoshi Kabe, dem Bassisten der Bands Golden Cups und Pink Cloud gegeben und ist die Kurzform der Zusammensetzung von Rock and Inspiration. 
Im Herbst 2003 erschien das Album The Line. Im Frühjahr 2004 hatten Ra:IN zwei kleine Konzerte in Shanghai, wo sie von den chinesischen Fans begeistert gefeiert wurden. Im Mai 2005 bestritt die Band in Paris ihr erstes Konzert außerhalb Asiens. Im September desselben Jahres beendeten sie ihre Summer of Love Tour mit einem Auftritt im Rahmen der Schließung des hide Museums. 2006 folgte die nächste Veröffentlichung Before the Siren. 2007 wurde D.I.E. als Mitglied in die Band aufgenommen.
2008 spielte die Band im Rahmen der Japan Expo 2008 in Paris, im Juni 2009 besuchten sie zum ersten Mal Deutschland und spielten im Berliner Magnet und in der Kölner Werkstatt.　Auch nach der Reunion von X Japan spielt Pata weiterhin Konzerte mit Ra:IN. 2011 spielte die Band auf dem Yokohama Summer Rock Festival. 

### Sonstige Aktivitäten
Wie andere Mitglieder X Japans auch, begann Pata schon während seiner Zeit bei der Band Soloaktivitäten. 1993 erschien Patas Album mit dem Titel Pata. Bei diesem Album halfen ihm James Christian als Sänger, Tim Bogert als Bassist, Tommy Aldridge als Drummer und als Keyboarder und Co-Produzent Daisuke Hinata. 1995 erschien das nächste Album Raised on Rock, diesmal mit Chuck Wright am Bass und Ken Mari an den Drums.
Noch während sowohl hide als auch Pata bei X Japan spielten, unterstützte Pata seinen Kollegen 1994 und 1996 bei dessen Soloprojekt mit der Band Spread Beaver als Gitarrist. Er blieb jedoch inoffizielles Mitglied.
Im April 2002 produzierte Pata die beiden Singles Love around und Summer Day's Drive, sowie das erste Album Force of Filth der Indie-Band e.mu. Im Herbst 2002 wurde Pata Mitglied der Begleitband des Musikers Miyavi, zu der auch Chirolyn (ex-Spread Beaver), Ru-ku (Gitarrist von Canta) und Shinya (ex-Drummer von Luna Sea) gehörten. Er spielte beim Simple Life Music Festival in Taiwan am 2. Dezember 2006 mit dem taiwanesischen Popstar Faith Yang.

## Diskografie
Solo
- Pata (1993)
- Raised on Rock (1995)

p.a.f.
- p.a.f. (1998)
- p.a.f. #0002
- Live

Dope Headz
- Primitive Impulse (2001)
- Planet of the Dope (2002)

Ra:In
- The Line (2003)
- Before the Siren (2006)
- Metal Box (2008)